# Самарин, Павел Михайлович
Па́вел Миха́йлович Сама́рин (1856 — 25 марта 1912) — русский архитектор, автор гражданских и церковных зданий в Москве и Подмосковье.

## Биография
В 1883 году окончил Московское училище живописи, ваяния и зодчества со званием классного художника архитектуры, получил назначение сверхштатным техником Строительного отделения Московского губернского правления. В 1879—1886 годах служил архитектором Румянцевского музея. В 1894—1899 годах работал архитектором Голицынской больницы. В 1895—1901 годах — архитектор Воспитательного дома. С 1895 года служил архитектором архива Министерства внутренних дел.

## Постройки

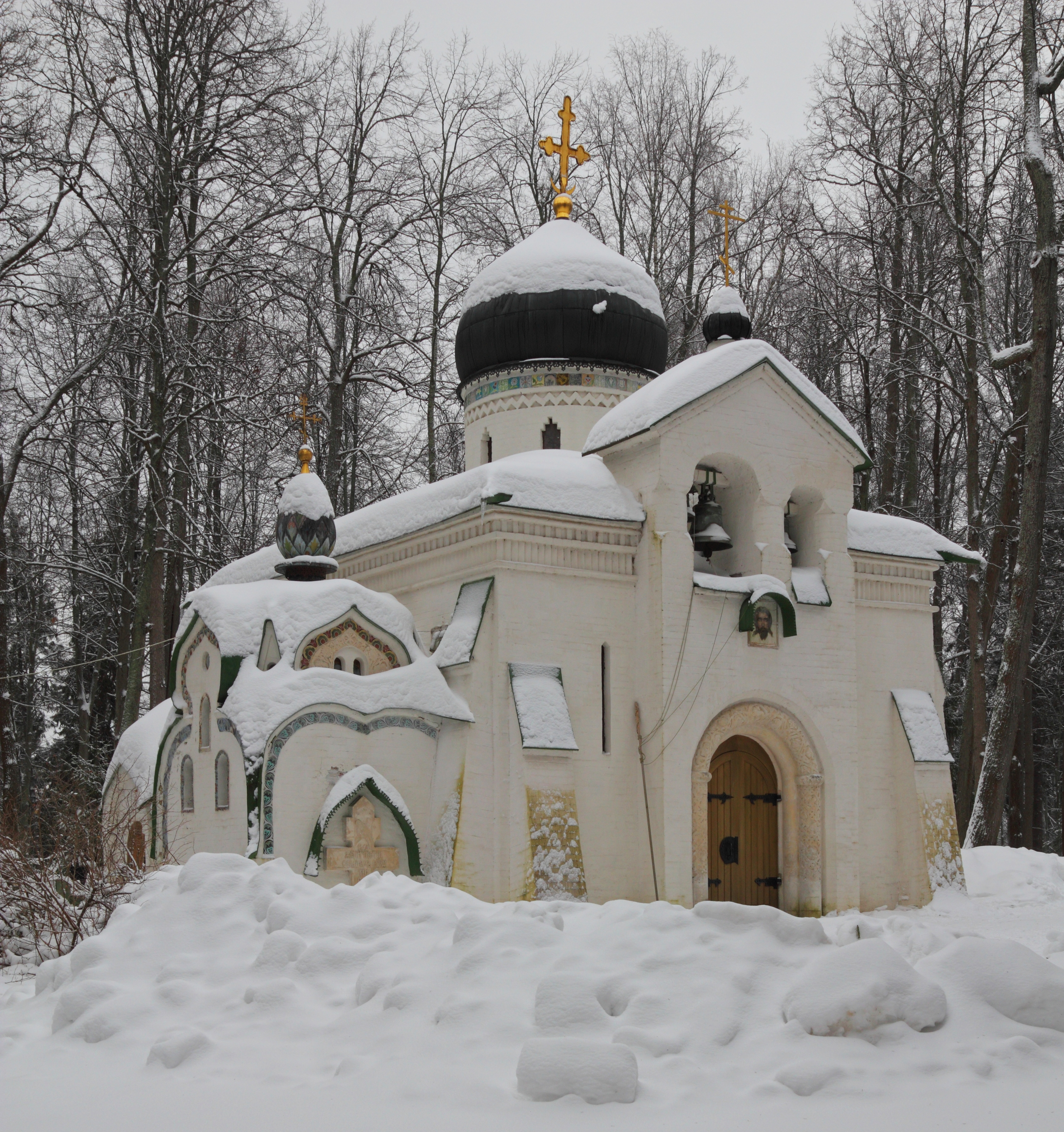
Церковь Спаса Нерукотворного Образа в Абрамцеве (1881—1883)

- Церковь Спаса Нерукотворного Образа, по рисунку В. М. Васнецова (1881—1883, Абрамцево)[5][6];
- Придел церкви (1883, с. Подлипичье Дмитровского уезда)[5];
- Расширение церкви Саввы на Саввинском подворье (1886, Москва, Тверская улица), не сохранилась[5];
- Придел собора Данилова монастыря (1887, Москва, Даниловский Вал, 22)[5];
- Училище при Покровском монастыре (1893, Москва, Абельмановская улица, 2а)[5];
- Ризница церкви Николая Чудотворца на Курьих ножках (1894, Москва, Большая Молчановка, 26/28), не сохранилась[5];
- Типография газеты «Московский листок» (1894, Староваганьковский переулок, 17, стр. 4), ценный градоформирующий объект[7];
- Перестройка главного дома городской усадьбы И. Г. Наумова — А. С. Олениной — В. В. Думнова (1894, Малый Кисловский переулок, 5а, стр. 1)[8], объект культурного наследия регионального значения[7];
- Ограда Храма Спаса Нерукотворного (1895, Прохорово);
- Ограда городской усадьбы Голицына (1895, Волхонка, 14/1 — Малый Знаменский переулок, 1/14)[7];
- Церковь Михаила Архангела при Голицынской больнице (1899, Москва, Крымский вал, 9, стр. 3)[9][5][7];
- Перестройка домовой церкви Троицы Живоначальной при Александровском отделении Ермаковской богадельни в Сокольниках (1899, Москва, улица Короленко, 2)[5][10][7];
- Доходный дом Мазинга (1899, Москва, Малый Знаменский переулок, 7, левое строение)[5], снесён в 2000-х годах[11][12];
- Доходный дом (1900, Москва, Большой Козихинский переулок, 13)[5];
- Летний театр А. О. Медведского (1901, Богородское) [13];
- Доходный дом (1902, Москва, Скатертный переулок, 8, левое строение)[5];
- Доходный дом (1906, Москва, Арбат, 44, стр. 2)[7].